# Seret
Seret (ukrainsk: Серет) er en venstre biflod til Dnestr som løber gennem Lviv og Ternopil oblast i Ukraine. Floden er 242 km lang og afvander et område på 3 900 km². Byerne Ternopil, Terebovlja og Tsjortkiv ligger langs flodens bredder. Der er otte mindre reservoirer med vanskraftværker på floden. I sommeren 1916 under første verdenskrig fandt nogle af de blodigste kampe mellem de østrig-ungarske, tyske og russiske styrker sted langs bredderne af Seret.